# 1879 Broederstroom
1879 Broederstroom è un asteroide della fascia principale. Scoperto nel 1935, presenta un'orbita caratterizzata da un semiasse maggiore pari a 2,2450265 au e da un'eccentricità di 0,1490625, inclinata di 1,72619° rispetto all'eclittica.
L'asteroide è dedicato all'omonima località sudafricana.